# Maryknoll Convent School

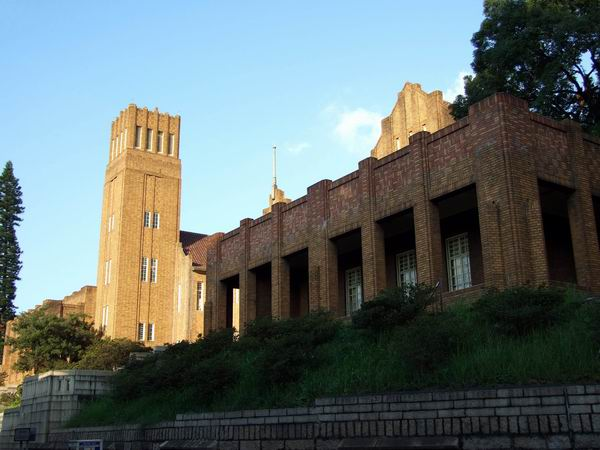
Vista de la entrada principal a la escuela primaria desde Waterloo Road.

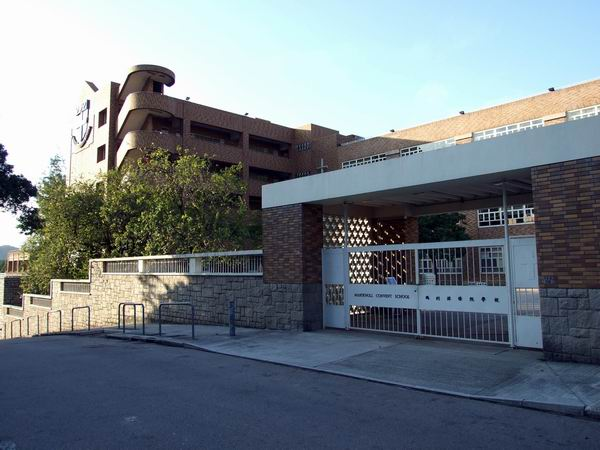
Maryknoll Convent School. Entrada a la escuela secundaria en el número 5 de Ho Tung Road.

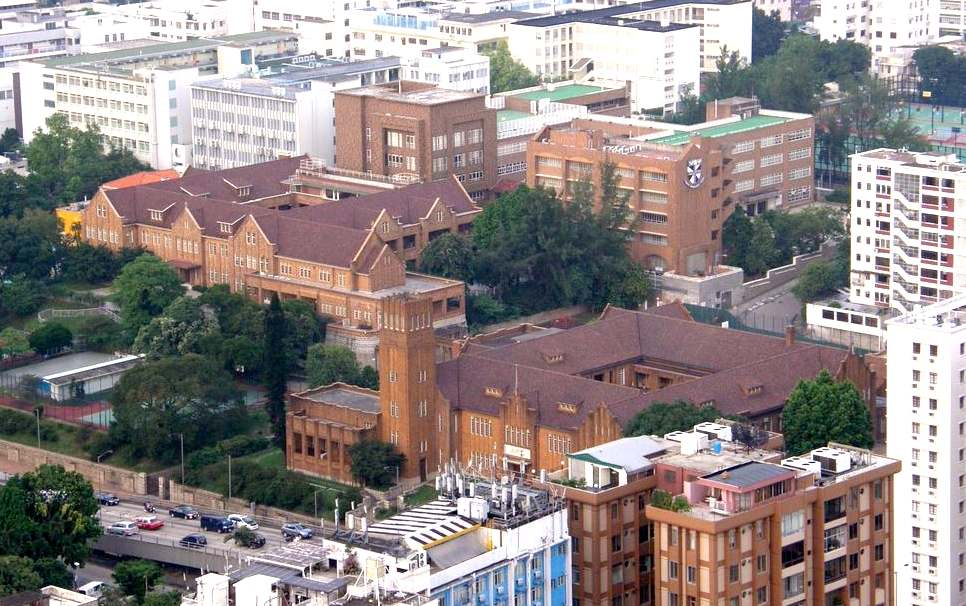
Vista aérea de Maryknoll Convent School.

Maryknoll Convent School (MCS, 瑪利諾修院學校 ) es una escuela católica para chicas con secciones  de primaria y secundaria, ubicado en Kowloon Tong, Hong Kong.  Fue fundado en 1925 por las Hermanas de Maryknoll. MCS Es conocido por  sus importantes resultados académicos y sus tradiciones escolares. Por ejemplo, MCS cuenta con un total de 14 ganadores de los Premios de Alumnado Excepcional de Hong Kong, que premian a aquellos alumnos con los mejores resultados, y ocupa el quinto lugar entre todas las escuelas  secundarias en Hong Kong. También tiene una buena reputación por sus logros culturales tanto a nivel local como internacional. Entre otras actividades, destaca la enseñanza de español a través del programa de escuelas secundarias llevado a cabo por la sección de español de la Universidad de Hong Kong.

## Historia
En 1925, la organización llamada Hermanas de Maryknoll fueron de los EE. UU. a Hong Kong después de que su fundadora, la madre Mary Joseph Rogers dijera, "Veamos que tiene preparado Dios para nosotras."  El 11 de febrero de 1925, la hermana Mary Paul empezó enseñar a 12 estudiantes distintas asignaturas en Convento Parlour en el número 103 de Austin Road. En 1931, debido al aumento del número de estudiantes y profesores, se trasladan al número 248 de Príncipe Edward Road. La escuela volvió a mudarse en 1936 al actual campus en el número 130 de Waterloo Road. 
En 1941, las Hermanas de Maryknoll abandonaron Hong Kong y cerraron el centro escolar tras la invasión japonesa de la ciudad durante la II Guerra Mundial. En 1945, tras la rendición japonesa, la escuela volvió a abrir sus puertas.
En 1960, se inaugura la escuela secundaria en el número 5 de Ho Tung Road, permaneciendo la escuela primaria en Waterloo Road. La asociación de estudiantes de Maryknoll se funda en 1967 bajo la dirección de Jeanne Houlihan. En 1971, se crea un sistema administrativo experimental, el Staff Council, que sería reemplazado más tarde por el School Advisory Committee y en 2001 por el School Advisory Committee and General Staff Assembly. En 1989 se establece el student prefect system y en mayo de 1992 se funda MCS Educational Trust para profundizar la calidad educativa de la escuela.
Desde 1997, la sección primaria opera a tiempo completo. Las asociaciones de padres de alumnos y profesores de la escuela se establecen durante el curso 2001-2002. En 2005, la MCS Foundation reemplaza a las Hermanas de Maryknoll como principal grupo patrocinador de la escuela. El 16 de mayo de 2008, Maryknoll Convent School es declarado monumento por el gobierno de Hong Kong.

## Directoras de la Escuela
1925 La Hermana Mary Paul Mckenna recibe el encargo de fundar MCS en Hong Kong.
Escuela primaria
1935-1958 Hermana Ann Mary Farrell
1959–1960 Hermana Mary de Ricci Cain
1961–1967 Hermana Miriam Xavier Mug
1967–1977 Hermana Marie Corinne Rost 
1977–1995 Elsie Wong (turno de mañana)
1969–1997 Hilda Kan (turno de tarde)
1995–2003 Teresa Chow
2003-2017 Josephine Lo
2017-presente Doris Yuen
Escuela secundaria
1935-1958 Hermana Ann Mary Farrell
1959–1965 Hermana Mary de Ricci Cain
1965–1972 Hermana Rose Duchesne Debrecht
1972–1986 Jeanne Houlihan
1987–1996 Lydia Huang
1997–2002 Gloria Ko
2002–2006 Winifred Lin
2006-presente Melaine Lee

## Escudo escolar
La sección superior del escudo comprende dos lámparas con una rosa en el medio. Las lámparas son para recordar alumnado que "cuando una lámpara enciende otra no alumbra menos, sino que ennoblece". La rosa es un símbolo  de la Virgen María, Madre de Jesús. 
La sección negra y blanca del escudo está tomada del escudo dominico, ya que las Hermanas de Maryknoll son parte  de la orden dominica. El blanco simboliza pureza y verdad, y el negro simboliza sacrificio. 
Los otros colores del escudo son azul y rojo, representado la lealtad y la caridad, respectivamente.
Las palabras latinas "Sola Nobilitas Virtus", las cuales significan "solo la virtud ennoblece", aparecen en la parte inferior del escudo

## La polémica del Ghost Tree
Durante años, una araucaria (también conocido como pino de la isla Norfolk) estuvo situado en una esquina de la escuela primaria junto a Waterloo Road. El árbol tenía 71 años y veintitrés metros de altura. Conocido cariñosamente como The Ghost Pine o "el pino fantasma" entre los estudiantes, era considerado como uno de los símbolos no oficiales de la escuela y formaba parte de la memoria de las antiguas alumnas. El 10 de julio de 2009, la asociación de antiguos alumnos de la escuela emitió una circular animando a las antiguas alumnas a hacerse fotos con el pino como protesta por la decisión de la administración de la escuela de cortar el árbol en un plazo de dos semanas. La dirección de la escuela estaba preocupada por la seguridad de las alumnas y los peatones en caso de que el árbol cayera, como explicó la hermana Jeanne Houlihan en una carta a las exalumnas. Impresionadas por la medida, algunas antiguas alumnas, entre ellas especialistas en paisajismo y ciencias ambientales, propusieron medidas alternativas para tratar de salvar el árbol y mantener la seguridad de estudiantes y viandantes. Su petición a través de la red social Facebook fue apoyada por más de 2000 antiguos estudiantes de la escuela.La escuela sugirió cortar el árbol en pequeñas piezas para hacer souvenirs para las estudiantes y antiguas alumnas, idea que enfureció a las activistas por la defensa del árbol. Expertos como el profesor universitario CY Jim del departamento de Geografía de la Universidad de Hong Kong y Ken So de la Conservacy Association,  se implicaron en evaluar la salud del árbol, llegando a la conclusión de que no existía un peligro inminente.Más tarde se supo que existía un conflicto de intereses en juego, ya que la consultora que decidió cortar el árbol estaba relacionada con una empresa de tala de árboles, presentando informes a su favor y obviando los informes respecto a la salud del árbol. La empresa podría haberse beneficiado de los trabajos de tala presentando el caso desde un punto de vista interesado. Los informes presentados por la consultora alegando la presencia de termitas en el árbol fueron rebatidos por académicos y expertos independientes. La presencia de exceso de savia en el árbol fue presentada como síntoma de buena salud, al contrario de lo que alegaban los informes de la consultora.
Finalmente, el gobierno intervino y se acordó la conservación del árbol. El Development Bureau destinó sobre unos 500.000 HKD para labores de conservación.Sin embargo, el 4 de febrero de 2010, la escuela anunció inesperadamente que durante unos trabajos de drenaje, las raíces del árbol se habían visto seriamente dañadas y era necesario cortar el árbol. El anuncio causó indignación entre los exalumnos que consideraron que se trataba de una decisión precipitada y sin consultar con expertos. El 5 de febrero Helen Yu, responsable de la escuela primaria reiteró en rueda de prensa que la decisión era dolorosa pero necesaria y acusó de irresponsabilidad a las exalumnas por extender la idea de una teoría de conspiración para derribar el árbol. Ese mismo día, una exalumna emitió un escrito a través de un abogado alegando que no existían bases legales para que la escuela cortara el árbol. A través de fuentes indirectas, las antiguas alumnas fueron informadas de que la decisión de cortar el árbol había sido ya tomada, incluso antes de que se completara el informe por parte de dos funcionarios del gobierno de Hong Kong para evaluar la salud del árbol. La falta de transparencia en el proceso de toma de decisiones por parte de la escuela molestó a las antiguas alumnas.
El 6 de febrero, sobre las 4 de la mañana, la policía corta un tramo de Waterloo Road entre Flint Road y Boundary Street. A las 6 de la mañana el Leisure and Cultural Services Department empezó a cortar el árbol. Cuando la exdiputada y exalumna Tania Chan exigió a los funcionarios que mostraran el permiso para cortar el árbol, se negaron, negándose también a mostrárselo a la policía. Sobre las 10:30 de la mañana, más de 50 personas se agolpaban en Waterloo Road protestando de forma pacífica contra la tala del árbol, rezando y cantando el himno de la escuela. 
El mismo día varias exalumnas presentaron una queja contra diferentes departamentos: Leisure and Cultural Services Department (que incluye el Antiques and Monuments Office), el Development Bureau, el Drainage Services Department y el Buildings Department. Alegaban que no se habían tomado las medidas adecuadas para minimizar los riesgos sobre la salud del árbol y tampoco se habían seguido las indicaciones de los expertos, además de no mostrar los permisos necesarios para realizar la tala.
Más tarde se informó de que la actuación de la escuela durante los trabajos de drenaje podía ser perseguida por ignorar los requerimientos de la ordenanza sobre antigüedades y monumentos. Tras la investigación, la antigua secretaria de Desarrollo, Carrie Lam Cheng Yuet-ngor afirmó ante miembros del Consejo Legislativo de Hong Kong que la escuela no había seguido las indicaciones del permiso emitido para los trabajos de drenaje que afectaron al árbol, dando como resultado el daño a las raíces del árbol de 70 años. Además, Carrie Lam afirmó que la escuela había talado 18 árboles en diciembre de 2008 sin emitir un plan de sustitución a la Oficina de Antigüedades y Monumentos.

## Exalumnas / Cuadro de Honor
- Rachel Cheung, pianista
- Valerie Chow
- Nancy Kwan
- Rosamund Kwan
- Shelley Lee
- Jenny Pat
- Michelle Reis
- Xia Meng